# Ефел Дуат
Ефел Дуат е измислена планинска верига, описана във „Властелинът на пръстените“, „Силмарилионът“ и други произведения на писателя Джон Роналд Руел Толкин.

## Описание
Ефел Дуат е името на западната планинска верига на Мордор, лежаща между Черната страна и врага на Мордор - кралството Гондор. На гребена на Ефел Дуат е била издигната кулата Минас Итил, завладяна по-късно от Саурон и прекръстена на Минас Моргул (елф: кула на черната магия). Планината е била и естествена преграда, която сдържала силите на злото.
Там където Ефел Дуат се среща с Еред Литуи се намират двете кули Нархост и Кархост, като едната от двете била построена на най-северния връх на Ефел Дуат, но Толкин не е отбелязал в своите творби за коя точно от двете иде реч.